# 12989 Chriseanderson
12989 Chriseanderson è un asteroide della fascia principale. Scoperto nel 1981, presenta un'orbita caratterizzata da un semiasse maggiore pari a 2,1986759 au e da un'eccentricità di 0,0689266, inclinata di 4,31974° rispetto all'eclittica.